# Solanum eminens
Solanum eminens är en potatisväxtart som beskrevs av Anthony R. Bean. Solanum eminens ingår i släktet skattor som ingår i familjen potatisväxter. Inga underarter finns listade i Catalogue of Life.